# مسجد شاهي جاميا
مسجد شاهي جاميا (الأردية: شاہی جامہ مسجد، الهندية: शाही जामिया मस्जिद، التيلجو: షాహీ జామియా మసీదు) يقع المسجد في مدينة أدوني جنوب الهند، المسجد من بقايا التراث المعماري والثقافي الهندي، يسمح للناس من جميع قطاعات المجتمع والأديان بزيارته والتقاط الصور من منطلق تاريخي وسياحي، يقع المسجد في قلب المدينة بالقرب من سوق مكان المزدحم جدا من من مدينة أدوني.

## البناء والهندسة المعمارية
يعتقد أن هذا المسجد تم بناؤه من قبل سيدي مسعود خان الذي كان محافظ أدوني خلال فترة حكم سلطنة بيجابور، تم شراء أرض المسجد من شهناز محمد ناميا بواسطة مسعود خان وذلك بإعطائع 77،000 دينار، وأنفق مبلغ اجمالي قدره 2،00،000 دينار لاستكمال بناء المسجد، كانت المدة الإجمالية بنائع 33 شهرا، وكان للمسجد مجموعة مهندسين معماريين الإيرانيين برئاسة المهندس مللي صندل .
في الجانب الأمامي للمسجد هناك 15 لوح من الألواح السوداء التي يمكن مشاهدتها والعثور عليها، والذي كتب عليها وعلى جدران المسجد باللغة العربية مع بعض آيات من القرآن الكريم وبعض الأحاديث النبوية الشريفة والتي يمكن مشاهدتها أيضا، وللمسجد سلسلة في المآذن على الجانب الأيمن والأيسر يعطي المسجد مزيدا من الجمال .

## التخصيص
خصص للمسجد مساحة محددة وعي نفس المساحة التي تأخذها الكعبة المشرفة في مكة المكرمة الواقعة في المملكة العربية السعودية.

## محيط المسجد
المسجد محاط بمجموعة من المحلات التجارية التي تأتي تحت لجنة مسجد بدلا من المناطق حول المسجد، ويوجد سوق مزدهر في جميع أنحاء المسجد،وهذه حدود المسجد :
- الجانب الأمامي : محل وطريق بي ان .
- الجانب الخلفي : - المدرسة المسعودية العربية الثانوية وماسيد بورا وبورا غازي
- الجانب الأيمن : سوق زهرة .
- الجانب الأيسر : سوق شروف .

## المؤسسة التعليمية
تدير اللجنة التي تشرف على إدارة المسجد تشغيل مدرسة دينية والتي سميت بعد سيدي مسعود خان، اسم المدرسة هو المدرسة المسعودية العربية الثانوية, والتي تقع في الجهة الخلفية من المسجد .